# Catoctin Mountain Park
Le Catoctin Mountain Park est une aire protégée américaine dans les comtés de Frederick et Washington, au Maryland. Administré par le National Park Service, il abrite Camp David, lieu de villégiature officiel du président des États-Unis. Il est inscrit au Registre national des lieux historiques depuis le 7 août 2014.
Le parc accueille plusieurs sentiers de randonnée plus ou moins longs, parmi lesquels le Spicebush Nature Trail.